# سالومون كالو
سالومون أرماند ماغلوار كالو (بالفرنسية: Salomon Armand Magloire Kalou)‏ (مواليد 5 أغسطس 1985 في أومي، ساحل العاج) هو لاعب كرة قدم عاجي ويلعب مع نادي أرتا سولار 7 في مركز الهجوم.
بدأ مسيرته الكروية مع نادي فيينورد روتردام الهولندي في عام 2003، ولعب معهم حتى عام 2006، وشارك معهم في 67 مباراة وسجل 35 هدف، وفي عام 2004 أعير إلى نادي إكسلسيور الهولندي، ولعب معهم 11 مباراة وسجل 4 أهداف، لعب مع نادي تشيلسي الإنجليزي من عام 2006 إلى 2012. يلعب لصالح نادي ليل منذ يوليو 2012.
يعتبر موهبة حقيقية وهو مهاجم خطير، وحصل على جائزة يوهان كرويف للمواهب الصغيرة في هولندا.
و قد بدأ باللعب مع منتخب ساحل العاج لكرة القدم في عام 2007.

## الاعتزال الدولي
اعتزل سالومون كالو اللعب الدولي يوم25 يناير 2017 بعد خروج منتخب ساحل العاج لكرة القدم من كأس الأمم الأفريقية لكرة القدم 2017 ، واعتبره إخفاقًا بحكم أن منتخب ساحل العاج بطل كأس الأمم الأفريقية لكرة القدم 2015.

## وصلات خارجية
- الموقع الرسمي
- سالومون كالو على موقع الاتحاد الدولي (مؤرشف)  (الإنجليزية)
- سالومون كالو على موقع إي إس بي إن إف سي (الإنجليزية)
- سالومون كالو على موقع قاعدة بيانات كرة القدم.إي يو (الإنجليزية)
- سالومون كالو على موقع بيانات كرة القدم. دي إي (الألمانية)
- سالومون كالو على موقع ليكيب (الفرنسية)
- سالومون كالو على موقع ناشيونال فوتبول تيمز (الإنجليزية)
- سالومون كالو على موقع Soccerbase.com (لاعب) (الإنجليزية)
- سالومون كالو على موقع Soccerway.com (الإنجليزية)
- سالومون كالو على موقع عالم كرة القدم.نت (الإنجليزية)
- سالومون كالو على موقع كووورة